# Pi de les Planes
El Pi de les Planes, conegut també com a Pi del Fernando, era un arbre monumental que es trobava al terme municipal de l'Aleixar, al Baix Camp. Actualment se'n conserva només el tronc.
L'arbre, un pi pinyoner (Pinus pinea) de 19,5 metres d'alçària, i un tronc de 4,55 metres de volt de canó, és inclòs a la Llista d'arbres monumentals de Catalunya.
Té, segons alguns, més de cent anys. Junt amb el Pi del Burgar (Reus, Baix Camp) és un dels pins de tronc més gruixut de Catalunya. El trobem agafant la pista que des de l'Aleixar, en direcció nord porta cap a la partida de les Planes, i més enllà ens duria a Vilaplana. Aproximadament a 1 kilòmetre de l'Aleixar trobem el pi al marge dret del camí, a tocar del vessant dret del Barranc de les Trilles. El tronc té la ferida d'un llamp. A uns tres kilòmetres a l'est del Pi de les Planes trobem l'Alzina del Mas de Borbó, l'alzina de canó més gruixut mesurat a Catalunya.

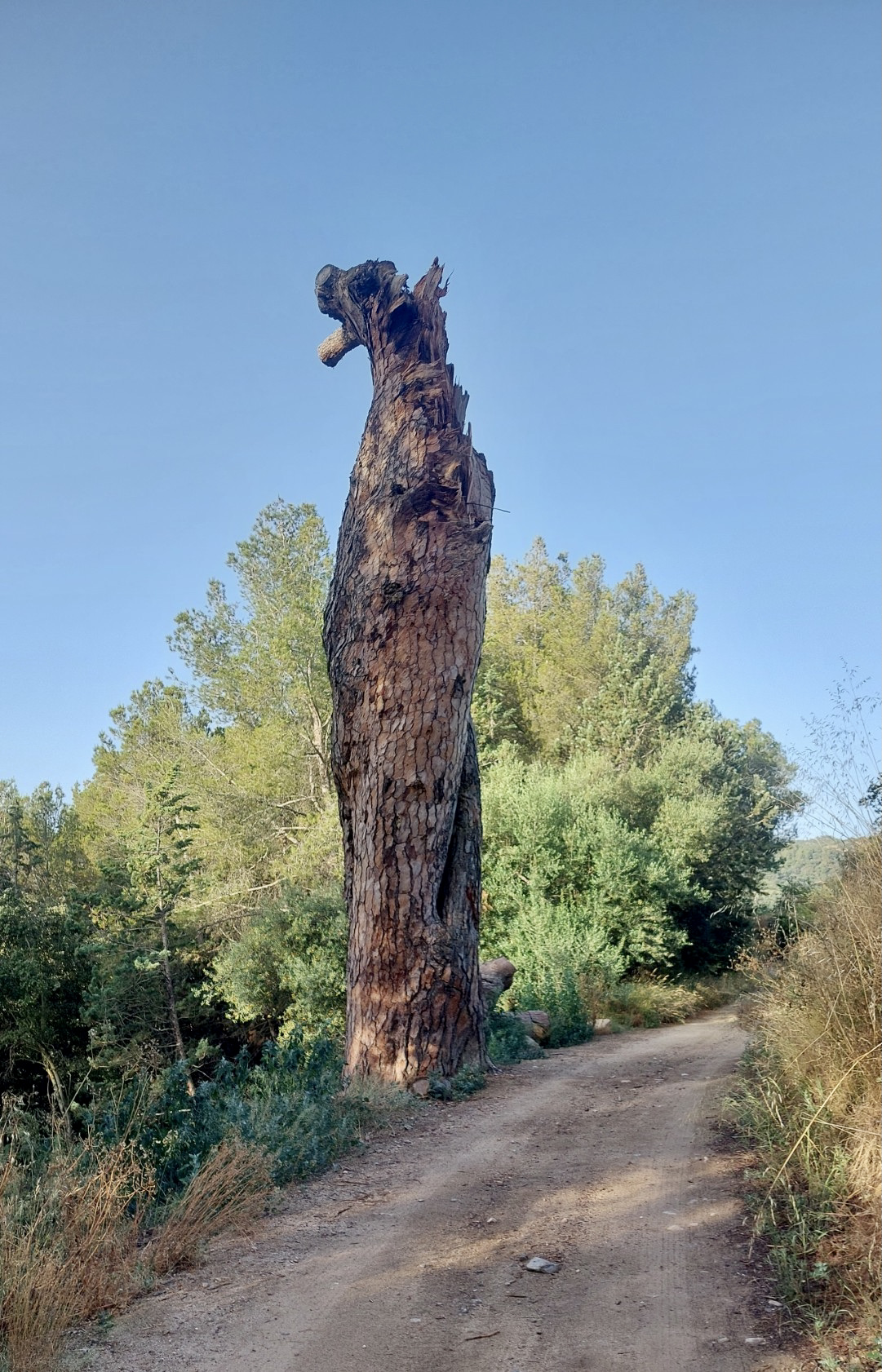
Estat actual del pi del Fernando. 2025

La copa d'aquest pi emblemàtic va caure durant la tarda del 7 de desembre del 2024 a causa d'un temporal de vent amb ràfegues del voltant dels 100 km/h.